# Landkreis Alfeld (Leine)

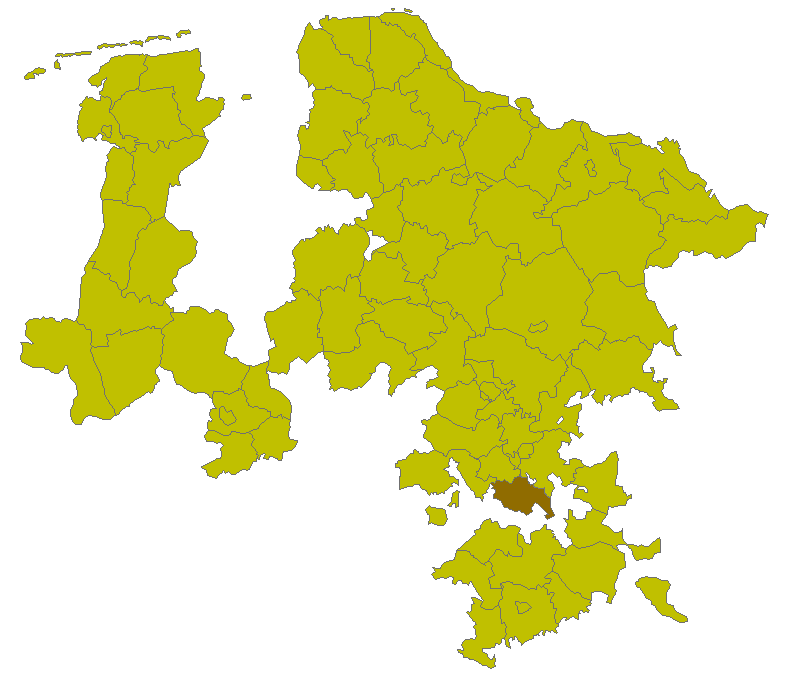
Lage des Kreises Alfeld in der Provinz Hannover (1905)

Der Landkreis Alfeld (Leine) war ein Landkreis in Preußen, in der britischen Besatzungszone und in Niedersachsen.

## Geographie

### Gliederung

#### Städte und Samtgemeinden
Der Landkreis bestand aus folgenden heutigen Städten und Samtgemeinden:
- Alfeld ohne die Ortsteile Brunkensen, Godenau und Lütgenholzen
- Elze ohne die Ortsteile Sorsum, Wittenburg und Wülfingen
- Freden
- Lamspringe
- Sibbesse
- Samtgemeinde Leinebergland ohne die Duinger Ortsteile Coppengrave und Weenzen

#### Gemeinden
Zugehörig waren u. a. die Gemeinden Burgstemmen, Heyersum, Nordstemmen, Mahlerten (Ortsteile von Nordstemmen) und Breinum (Ortsteil von Bad Salzdetfurth) (gehörte bis zum 28. Februar 1974 zum Landkreis).
Die folgende Tabelle listet alle Gemeinden, die dem Landkreis Alfeld angehört haben, und ihre Zugehörigkeit ab 1974:
| Altgemeinde           | 1974 zu          | Anmerkung                                                    |
| --------------------- | ---------------- | ------------------------------------------------------------ |
| Adenstedt             | Adenstedt        |                                                              |
| Alfeld, Stadt         | Alfeld           |                                                              |
| Almstedt              | Almstedt         |                                                              |
| Banteln               | Banteln          | bis 1. Oktober 1932 Kreis Gronau                             |
| Barfelde              | Despetal         | bis 1. Oktober 1932 Kreis Gronau                             |
| Betheln               | Betheln          | bis 1. Oktober 1932 Kreis Gronau                             |
| Breinum               | Bad Salzdetfurth |                                                              |
| Brüggen               | Brüggen          | bis 1. Oktober 1932 Kreis Gronau                             |
| Burgstemmen           | Nordstemmen      | bis 1. Oktober 1932 Kreis Gronau                             |
| Capellenhagen         | Duingen          |                                                              |
| Coppengrave           | Coppengrave      | bis 1. März 1974 Landkreis Holzminden                        |
| Dehnsen               | Alfeld           |                                                              |
| Deilmissen            | Eime             | bis 1. Oktober 1932 Kreis Gronau                             |
| Deinsen               | Eime             | bis 1. Oktober 1932 Kreis Gronau                             |
| Dötzum                | Gronau (Leine)   | bis 1. Oktober 1932 Kreis Gronau                             |
| Duingen               | Duingen          |                                                              |
| Dunsen                | Eime             | bis 1. Oktober 1932 Kreis Gronau                             |
| Eberholzen            | Eberholzen       | bis 1. Oktober 1932 Kreis Gronau                             |
| Eddinghausen          | Betheln          | bis 1. Oktober 1932 Kreis Gronau                             |
| Eime                  | Eime             | bis 1. Oktober 1932 Kreis Gronau                             |
| Eimsen                | Alfeld           |                                                              |
| Eitzum                | Despetal         | bis 1. Oktober 1932 Kreis Gronau                             |
| Elze, Stadt           | Elze             | bis 1. Oktober 1932 Kreis Gronau                             |
| Esbeck                | Elze             | bis 1. Oktober 1932 Kreis Gronau                             |
| Evensen               | Sehlem           |                                                              |
| Everode               | Everode          |                                                              |
| Eyershausen           | Landwehr         |                                                              |
| Föhrste               | Alfeld           |                                                              |
| Fölziehausen          | Duingen          |                                                              |
| Freden                | Freden           | am 1. Oktober 1948 aus Groß Freden und Klein Freden gebildet |
| Gerzen                | Alfeld           |                                                              |
| Grafelde              | Adenstedt        |                                                              |
| Graste                | Woltershausen    |                                                              |
| Gronau (Leine), Stadt | Gronau (Leine)   | bis 1. Oktober 1932 Kreis Gronau                             |
| Groß Freden           | Freden           | 1949 zu Freden                                               |
| Harbarnsen            | Harbarnsen       |                                                              |
| Haus Escherde         | Betheln          | bis 1. Oktober 1932 Kreis Gronau                             |
| Heinum                | Rheden           | bis 1. Oktober 1932 Kreis Gronau                             |
| Heyersum              | Nordstemmen      | bis 1. Oktober 1932 Kreis Gronau                             |
| Hönze                 | Sibbesse         | bis 1. Oktober 1932 Kreis Gronau                             |
| Hörsum                | Alfeld           |                                                              |
| Hoyershausen          | Hoyershausen     |                                                              |
| Imsen                 | Alfeld           |                                                              |
| Irmenseul             | Harbarnsen       |                                                              |
| Klein Freden          | Freden           | 1949 zu Freden                                               |
| Lamspringe            | Lamspringe       |                                                              |
| Langenholzen          | Alfeld           |                                                              |
| Limmer                | Alfeld           |                                                              |
| Lübbrechtsen          | Hoyershausen     |                                                              |
| Mahlerten             | Nordstemmen      | bis 1. Oktober 1932 Kreis Gronau                             |
| Marienhagen           | Marienhagen      | bis 1. Oktober 1932 Kreis Gronau                             |
| Mehle                 | Elze             | bis 1. Oktober 1932 Kreis Gronau                             |
| Meimerhausen          | Freden           |                                                              |
| Möllensen             | Sibbesse         | bis 1. Oktober 1932 Kreis Gronau                             |
| Netze                 | Woltershausen    |                                                              |
| Neuhof                | Neuhof           |                                                              |
| Nienstedt             | Despetal         | bis 1. Oktober 1932 Kreis Gronau                             |
| Nordstemmen           | Nordstemmen      | bis 1. Oktober 1932 Kreis Gronau                             |
| Ohlenrode             | Landwehr         |                                                              |
| Petze                 | Sibbesse         | bis 1. Oktober 1932 Kreis Gronau                             |
| Rheden                | Rheden           | bis 1. Oktober 1932 Kreis Gronau                             |
| Röllinghausen         | Alfeld           |                                                              |
| Rott                  | Hoyershausen     |                                                              |
| Sack                  | Alfeld           |                                                              |
| Segeste               | Almstedt         |                                                              |
| Sehlde                | Elze             | bis 1. Oktober 1932 Kreis Gronau                             |
| Sehlem                | Sehlem           |                                                              |
| Sellenstedt           | Adenstedt        |                                                              |
| Sibbesse              | Sibbesse         | bis 1. Oktober 1932 Kreis Gronau                             |
| Wallenstedt           | Rheden           | bis 1. Oktober 1932 Kreis Gronau                             |
| Warzen                | Alfeld           |                                                              |
| Weenzen               | Weenzen          | bis 1. März 1973 Landkreis Hameln-Pyrmont                    |
| Westfeld              | Westfeld         |                                                              |
| Wetteborn             | Landwehr         |                                                              |
| Wettensen             | Alfeld           |                                                              |
| Winzenburg            | Winzenburg       |                                                              |
| Wispenstein           | Alfeld           |                                                              |
| Wöllersheim           | Neuhof           |                                                              |
| Woltershausen-Hornsen | Woltershausen    |                                                              |
| Wrisbergholzen        | Westfeld         |                                                              |

### Nachbarkreise
Der Landkreis grenzte 1977 im Uhrzeigersinn im Norden beginnend an die Landkreise Hannover, Hildesheim, Gandersheim, Holzminden und Hameln-Pyrmont.

## Geschichte
Der Kreis wurde am 1. April 1885 mit der Einführung der Kreisordnung für die preußische Provinz Hannover gebildet durch die Vereinigung des bisherigen Amts Alfeld mit vier Landgemeinden des früheren Amts Lauenstein und der Stadt Alfeld.

### Eingemeindungen
Am 1. Oktober 1932 erfolgte die Eingliederung des Kreises Gronau.
Durch Gebietsreformen wurde 1973 und 1974 die Zahl der Gemeinden deutlich verringert. In einigen Fällen änderte sich auch die Außengrenze des Landkreises:
- Brunkensen und Lütgenholzen aus dem Landkreis Holzminden wurden in die Stadt Alfeld eingemeindet.
- Breinum wurde in die Stadt Bad Salzdetfurth im Landkreis Hildesheim eingemeindet.
- Die Gemeinde Weenzen wechselte aus dem Landkreis Hameln-Pyrmont in den Landkreis Alfeld.
- Die Gemeinde Coppengrave wechselte aus dem Landkreis Holzminden in den Landkreis Alfeld.

Der Landkreis Alfeld (Leine) bestand seitdem noch aus 29 Städten und Gemeinden. Am 1. August 1977 erfolgte die Auflösung des Landkreises und die Zuordnung zum Landkreis Hildesheim mit Ausnahme der Gemeinden Coppengrave, Duingen, Hoyershausen und Marienhagen, die dem Landkreis Holzminden zugeordnet wurden. Am 1. Juli 1981 erfolgte die Umgliederung der Gemeinden Coppengrave, Duingen, Hoyershausen und Marienhagen aus dem Landkreis Holzminden in den Landkreis Hildesheim.

### Einwohnerentwicklung
Der Landkreis wurde 1932 durch die Eingliederung des Kreises Gronau deutlich vergrößert.
| Jahr | Einwohner | Quelle |
| ---- | --------- | ------ |
| 1890 | 22.204    | [ 3 ]  |
| 1900 | 25.819    | [ 3 ]  |
| 1910 | 28.715    | [ 3 ]  |
| 1925 | 29.581    | [ 3 ]  |
| 1939 | 51.149    | [ 3 ]  |
| 1950 | 95.502    | [ 3 ]  |
| 1960 | 79.800    | [ 3 ]  |
| 1970 | 79.500    | [ 6 ]  |
| 1977 | 73.800    | [ 7 ]  |

## Politik

### Landräte
- 1886–1891: Georg Adolf August von Reck
- 1892–1899: Wilhelm Kirchner
- 1899–1900: Adolf Abicht (* 1872) (vertretungsweise)
- 1900–1905: Wilhelm Kirchner
- 1905–1920: Max Burchhard
- 1920–1933: Wilhelm Beushausen (1876–1951)
- 1933–1945: Hans Willikens (* 1880)
- 1945–1977: noch offen

### Wappen
Das Kommunalwappen des Landkreises Alfeld wurde am 9. März 1935 durch das Preußische Ministerium des Innern verliehen.
| Wappen von Landkreis Alfeld | Blasonierung: „Im roten Schild ein steigender silberner Hirsch mit goldenem Geweih und goldenen Schalen.“ |
| Wappen von Landkreis Alfeld | Wappenbegründung: Der Kreis Alfeld ist inmitten des einstigen Stammesgebietes der Cherusker gelegen, die sich durch ihren Teil an der „Befreiung Germaniens“ von den Römern unter dem Fürst Arminius in das Buch deutscher Geschichte eintrugen. Trotzdem die Cherusker sich schon früh dem größeren Stammesverbande der Sachsen einfügten, erhielt sich ihr Volkstum, und überaus reich sind gerade in unserer Landschaft ihre urgeschichtlichen, volkskundlichen und sprachlichen Überlieferungen. Den Namen ihres Stammes leitet die Sprachforschung von „cherut“ = Hirsch ab. Er deutet darauf hin, dass die Cherusker als Stammes- und Feldzeichen den Hirsch führten, wie viele germanische Völkerschaften ein charakteristisches Tier ihrer Landschaft zum Teil deren Wappens erkoren. So knüpfte der Landkreis Alfeld in der Wahl des Hirsches zum Wappensymbol an die alten Überlieferungen seines Volkes an. |

## Kfz-Kennzeichen

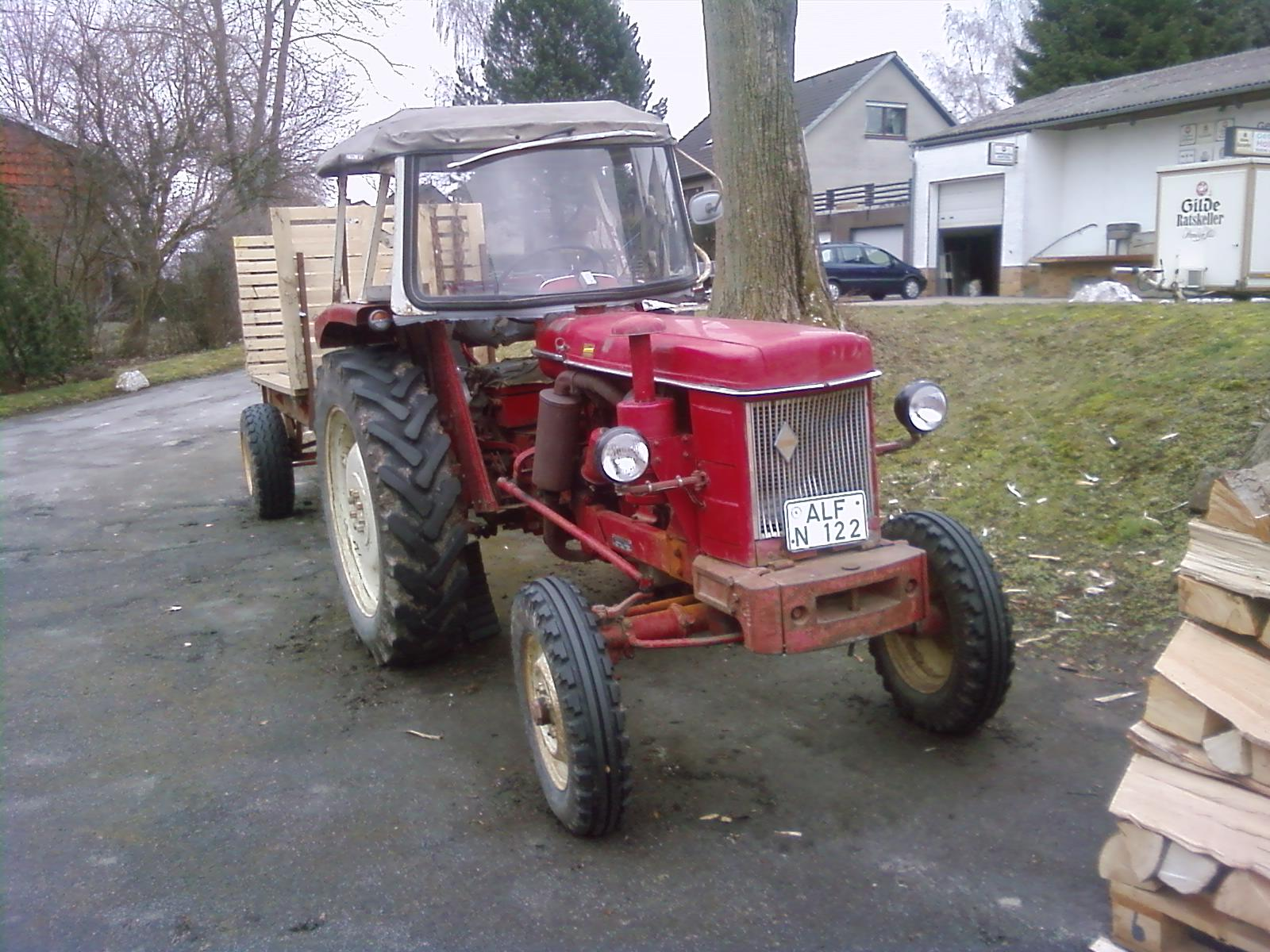
Kfz-Kennzeichen des Altkreises Alfeld in Adenstedt, Ortsteil Grafelde

Am 1. Juli 1956 wurde dem Landkreis bei der Einführung der bis heute gültigen Kfz-Kennzeichen das Unterscheidungszeichen ALF zugewiesen. Es wurde bis zum 4. April 1978 ausgegeben. Seit dem 15. November 2012 ist es im Landkreis Hildesheim erhältlich.